# James Stanley Jean Simon
Vous pouvez aider à l'améliorer ou bien discuter des problèmes sur sa page de discussion.
- Il semble être autobiographique ou autocentré et avoir fait l'objet de modifications substantielles, soit par le principal intéressé, soit par une personne en lien étroit avec le sujet. Il peut être nécessaire de l'améliorer pour respecter le principe de neutralité de point de vue. (Marqué depuis août 2024)

Vous pouvez aider à l'améliorer ou bien discuter des problèmes sur sa page de discussion.
- Il ne cite pas suffisamment ses sources. Vous pouvez indiquer les passages à sourcer avec {{référence nécessaire}} ou {{Référence souhaitée}}, et inclure les références utiles en les liant aux notes de bas de page. (Marqué depuis août 2024)
- Son texte doit être wikifié : il ne correspond pas à la mise en forme Wikipédia (style, typographie, liens internes, liens entre les wikis, etc.). (Marqué depuis août 2024)

- Archive Wikiwix
- Bing
- Cairn
- DuckDuckGo
- E. Universalis
- Gallica
- Google
- G. Books
- G. News
- G. Scholar
- Persée
- Qwant
- (zh) Baidu
- (ru) Yandex
- (wd) trouver des œuvres sur Wikidata

James Stanley Jean Simon, né a Petit-Goâve en 1979, est un écrivain et enseignant haïtien.

## Biographie
Né a Petit-Goâve en 1979, Il étudie les sciences juridiques, la communication, et est diplômé de l’École Normale Supérieure (ENS).Ses textes sont publiés dans des journaux et revues, et il a publié un recueil de poème intitulé Nyaj dènye sezon aux éditions Pulùcia, et des contes haïtiens Ti Jean et le trésor de Fort- Royal aux Editions Choucouneet Bwadchenn ak twa lot kont aux Edisyon Freda. Il a publié aussi des poèmes inédits dans la revue en ligne, Trois cent soixante, dans la revue Do kre i s et Legs Littérature.

## Œuvres
Voici un extrait tiré d'un de ses poèmes écrits lors du COVID-19 que l'auteur a publié dans le Journal Le National. Le titre est «Mort à petit feu»:
« Je me perds dans les mots

À trop te chercher

Quelque part

 

Quand la ville se terre

La peur file cent mille à l'heure

Comment lire les mots

Quand dans tous les sens part le confinement

La vie un arrêt sur image

La ville fume la mort au tour d'un éternuement»
— James Stanley Jean Simon, “Mort à petit feu, extraits ”

### Recueils
- 2016, Nyaj dènye sezon, poèmes,  Editions Pulùcia
- 2016, Ti-Jean et le trésor de Fort- Royal, Contes, Editions Choucoune
- 2018, Bwadchenn ak 3 lot kont, Kont, Edisyon Freda

### Collectifs
- Symbiose Poétique, Revue Rankont, Association Rankont, Port-au-Prince, Haïti, Éditions PageConcept, juin 2002  (ISBN 99935-2-135-3)
- Anthologie Jeunes Poètes d'Haïti[4], Éditions Association Poésie Création, Port-au-Prince, 2008, pages 18-23  (ISBN 978-99935-7-290-9)
- Écrire pour ne pas oublier, un collectif de 34 plumes en mémoire des victimes de MATTHEW dirigé par Adlyne Bonhomme, Éditions Inferno, Pages 112-114, Port-au-Prince, 2017
- Transe suivi de Mètrès Lakou, Revue Legs et Littérature, janvier - juillet 2022, Nos 19-20, vol. 1, Pages 307-310, Legs Éditions, novembre 2022  (ISBN 978-99970-71-28-6)
- Anthologie Debout, 85 poètes - 10 pays, Francophonie solidaire, sous la direction de Markendy Simon, juin 2021, Les Impressions Stampa Inc, Québec, pages 189 et 249[5]

### Poèmes en ligne
(août 2024).
- Traces
- Tu n'as plus ton charme, madame...
- Tu es la rumeur...
- LE CAPITAL DES MOTS - JAMES STANLEY JEAN-SIMON
- Naufragés de l'aube

### Articles
- Témoigner du présent : Lire les rapaces de Marie Vieux-Chauvet, p. 130-133
- Le mythe originaire , p. 126-129
- Deux idées autour de la littérature : Perception et tentative de restituer le réel.
- Témoigner du présent : Lire « Les Rapaces » de Marie Vieux-Chauvet
- Le hastag #PetroCaribeChallenge peut-il conduire vers la contestation populaire en Haïti?
- L'évolution de la figure de la femme à travers Gouverneurs de la rosée de Jacques Roumain